# Distrito de Wolfenbüttel
El Distrito de Wolfenbüttel (en alemán: Landkreis Wolfenbüttel) es un Landkreis (distrito) ubicado al este del estado federal de Baja Sajonia (Alemania). El distrito limita al oeste con el distrito de Hildesheim, al norte con el distrito de Peine y la ciudad de Braunschweig, al este con el distrito de Helmstedt y al sur con los distritos de Halberstadt y Goslar. La ciudad de Salzgitter parte el distrito en dos partes, una de ellas se compone del Samtgemeinde Baddeckenstedt (la más pequeña), y la parte de mayor tamaño al este forma parte de la ciudad de Wolfenbüttel así como otros municipios.

## Composición del distrito
Los datos proceden del censo de 30 de junio de 2005

### Municipalidades
1. Cremlingen (12.781)
2. Wolfenbüttel, ciudad, comunidad independiente (54.537)

### Samtgemeinden(mancomunidad) con sus miembros
| - 1. Samtgemeinde Asse (10.132) 1. Denkte (3.153) 2. Hedeper (585) 3. Kissenbrück (1.862) 4. Remlingen (2.037) 5. Roklum (497) 6. Semmenstedt (646) 7. Wittmar (1.352) - 2. Samtgemeinde Baddeckenstedt (11.443) 1. Baddeckenstedt * (3.145) 2. Burgdorf (2.470) 3. Elbe (1.824) 4. Haverlah (1.738) 5. Heere (1.227) 6. Sehlde (1.039) - 3. Samtgemeinde Oderwald (7.418) 1. Achim (802) 2. Börßum * (2.291) 3. Cramme (989) 4. Dorstadt (714) 5. Flöthe (1.245) 6. Heiningen (754) 7. Ohrum (623) | - 4. Samtgemeinde Schladen (9.631) 1. Gielde (845) 2. Hornburg, Stadt (2.671) 3. Schladen * (5.295) 4. Werlaburgdorf (820) - 5. Samtgemeinde Schöppenstedt (10.329) 1. Dahlum (767) 2. Kneitlingen (885) 3. Schöppenstedt, Stadt * (5.894) 4. Uehrde (1050) 5. Vahlberg (841) 6. Winnigstedt (892) - 6. Samtgemeinde Sickte (10.539) 1. Dettum (1.321) 2. Erkerode (1.057) 3. Evessen (1.373) 4. Sickte [Sitz: Obersickte] * (5.736) 5. Veltheim (1.052) |

### Zonas libres de municipios
1. Am Großen Rhode (5,79 km²)
2. Barnstorf-Warle (1,29 km²)
3. Voigtsdahlum (5,77 km²)